# Bad Vilbel
Bad Vilbel est une ville du land de Hesse en Allemagne, connue pour ses sources d'eau minérale. Elle est située à 8 km au nord-est de Francfort-sur-le-Main et est arrosée par la rivière Nidda.

## Histoire
| Appartenances historiques Seigneurie de Hanau/ Seigneurie de Falkenstein 1225–1418 Seigneurie de Hanau/ Électorat de Mayence 1418–1429 Comté de Hanau/ Électorat de Mayence 1429–1458 Comté de Hanau-Münzenberg/ Électorat de Mayence 1458–1642 Comté de Hanau-Lichtenberg/ Électorat de Mayence 1642–1736 Landgraviat de Hesse-Cassel/ Électorat de Mayence 1736–1803 Landgraviat de Hesse-Darmstadt 1803–1806 Grand-duché de Hesse 1806–1918 République de Weimar 1918–1933 Reich allemand 1933–1945 Allemagne occupée 1945–1949 Allemagne 1949–présent |

## Jumelages
- Bad Vilbel est jumelée avec Moulins dans le département de l'Allier en France.
- Glossop (Royaume-Uni) depuis 1987[1]